# Городок (телепередача)
«Городок» — телевизионная юмористическая программа, выходившая на телеканале «Россия-1» (ранее — «РТР», «Россия») с участием российских актёров Юрия Стоянова и Ильи Олейникова. Изначально с 1993 года выпускалась студией «Новоком», а с марта 1995 года — студией «Позитив-ТВ». Всего было выпущено (учитывая выпуски программы «В Городке») 439 выпусков («Городок» — 284, «В Городке» — 155).
Передача представляла собой несколько инсценированных мини-сюжетов в жанре скетч-шоу, объединённых одной темой.
Программа была закрыта в 2012 году в связи со смертью Ильи Олейникова.

## История
Илья Олейников и Юрий Стоянов до 1989 года часто виделись и встречались на разных концертах. Но более близко познакомились они только 10 июля 1989 года на съёмках фильма «Анекдоты»; это был их день рождения, они родились в один день с разницей в 10 лет.
С 1991 года Стоянов и Олейников вместе снимались в передаче «Адамово яблоко» петербургского «Пятого канала» у Кирилла Набутова в рубрике «Анекдоты от Адама до наших дней».
В 1992 году Стоянов и Олейников предприняли попытку создать свой проект под названием «Кергуду!», но в эфир 1-го канала Останкино вышел только один выпуск. Спустя несколько месяцев они снялись в программе Игоря Угольникова «Оба-на! Угол-шоу».
16 августа 1992 года в 22:10 в вечернем эфире телеканала «РТР» вышел дайджест «Анекдоты от Адама», который был заказан телеканалом у петербургского телевидения и состоял исключительно из сюжетов рубрики с участием Ильи и Юрия. После этого у них вновь возникли планы на разработку собственной программы, и в этом им согласился помочь продюсер «Адамова яблока», журналист Александр Жуков. Он прибыл в Москву и сообщил руководителям ВГТРК, среди которых был координатор отдела спецпроектов Павел Корчагин, о якобы готовом пилотном выпуске новой юмористической программы (на тот момент на второй кнопке уже выходили «Маски-шоу» и «Джентльмен-шоу»). Руководство согласилось принять проект на свой канал, и Олейников и Стоянов вместе с Жуковым покинули «Адамово яблоко», перейдя в студию «Новоком».
Название для проекта придумал Юрий Стоянов — на тот момент в Большом драматическом театре, где актёр тогда служил, шла постановка «Наш городок» по пьесе Торнтона Уайлдера. Продюсеру было представлено название «Городок N», позже оно было сокращено.
Согласно сетке вещания «РТР» в печатных изданиях, первый выпуск «Городок. Уютный и тихий» вышел на данном телеканале в понедельник 10 мая 1993 года в 10:05. Юрий Стоянов в интервью некоторым СМИ называет другую дату премьеры проекта — 17 апреля 1993 года, однако в печатных телепрограммах на этот день передача не указана.
Первоначальные программы (по признанию Юрия Стоянова — до 1997 года) были экранизацией анекдотов. В них участвовали сотрудники студии «Новоком», а также актёр театра Владимир Козлов. Затем к созданию передачи были подключены авторы, создающие оригинальные сценарии: среди первых из них были Александр Жуков, Виталий Млынчик, Леонид Песок, Михаил Пушнов, Олег Бойков, Юрий Володарский и Сергей Петровский. Музыкальным оформлением занимался коллега Юрия Стоянова из БДТ, композитор Владимир Горбенко.
Каждый выпуск передачи состоял из различных сюжетов, или скетчей на какую-либо тему: семья, детство, школа, армия, журналистика, торговля, сельское хозяйство и т. д. Изначально их представляли сами авторы программы (в основном на фоне хромакея), с выпуска № 52 «Планета Городок» (1998) связующим звеном между скетчами стал один сквозной сюжет с героями в исполнении Олейникова и Стоянова. С 1-го по 96-й выпуски в программе звучал закадровый смех. Часть скетчей выходила в рамках рубрик «Реклама», «Ужас», «Кино», «ЖЗЛ», «Сказка», «Вернисаж», «Специальный репортаж» и «Послесловие». Однако наиболее популярной из всех рубрик стала «Приколы нашего Городка», в которой случайные прохожие становились жертвами розыгрыша на скрытую камеру. Данная рубрика является первым появлением этого жанра на российском телевидении. В выпусках с 1995 по 1998 годы в рубрике снимался однокурсник Юрия Стоянова, актёр Виктор Сухоруков, в 2001 году — российский боксёр Николай Валуев. В 2002 году, из-за усталости авторской группы программы, а также распространения подобных передач на других телеканалах (зачастую постановочных), рубрика была закрыта. Последний раз она появилась в выпуске № 95 «Городок в натуре». Спустя 9 лет Стоянов отметил: «Сейчас людей дёргать на улице и сильно их разыгрывать не очень корректно. Время сильно изменилось».
Во втором выпуске «История Городка в иллюстрациях» был снят сюжет с пресс-конференцией Анатолия Собчака, на которой Илья Олейников и Юрий Стоянов задавали ему вопросы в панибратской манере. Сюжет был снят методом «коллажа», когда на вопросы ведущих накладывались ответы Собчака, данные на реальной пресс-конференции.

С выпуска № 12 «Коммуналка» (1994) лейтмотивом программы стала песня Анжелики Варум «Городок». Илья Олейников: 
Помню, приходит один из наших сотрудников, и говорит, что абсолютно случайно услышал в магазине песню «Городок» в исполнении Анжелики Варум. Характер песни очень подходил к теме ближайшего выпуска «Городка», и было решено наложить её на финальные титры программы. Когда мы поняли, что, благодаря этой песенке, программа приобрела некий лирический оттенок, то решили сделать её лейтмотивом передачи.

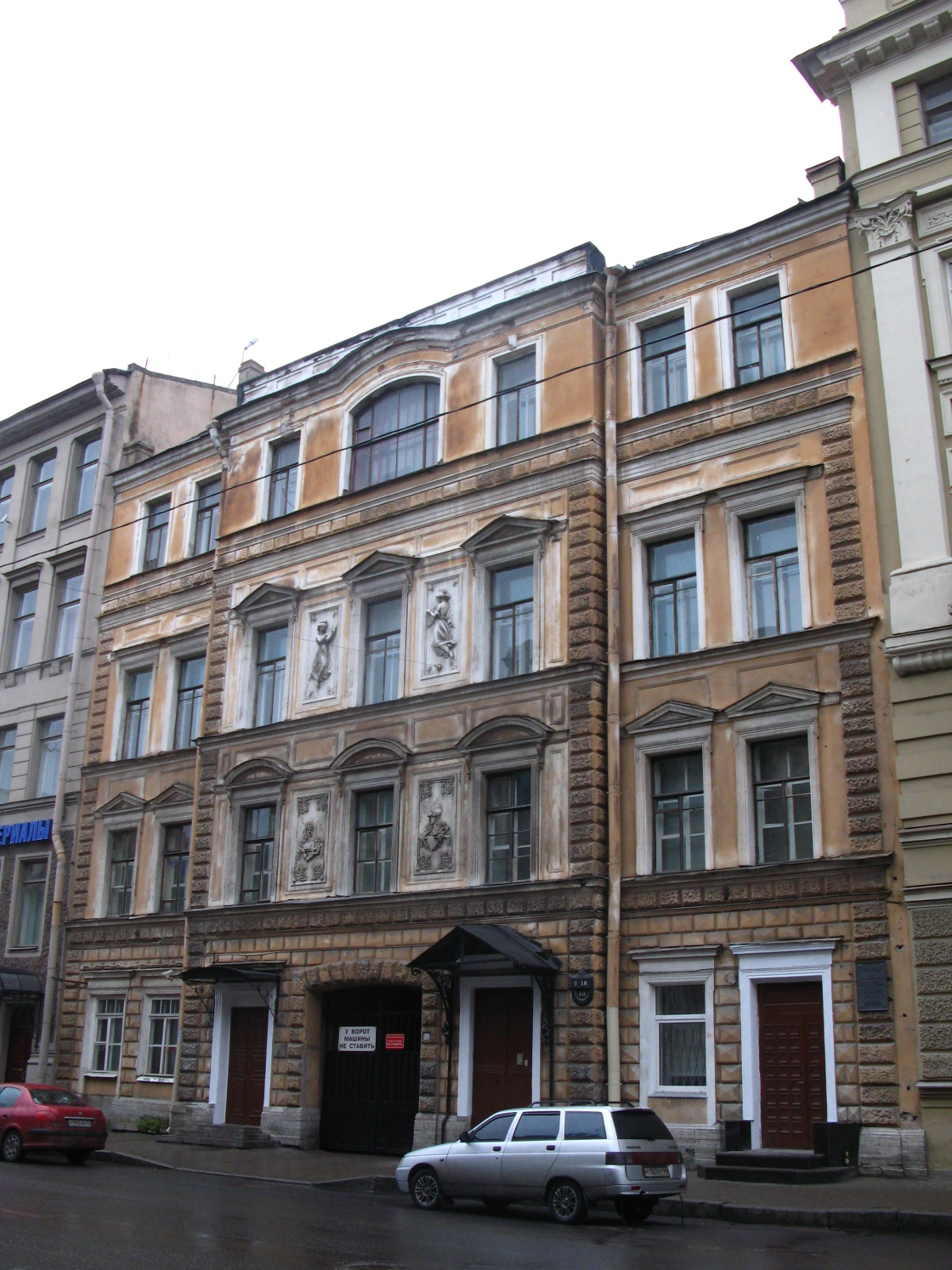
В 1990-е годы редакция телепередачи располагалась в доме Штакеншнейдеров. Фасад, выходящий на Миллионную улицу. Фотография 2009 года

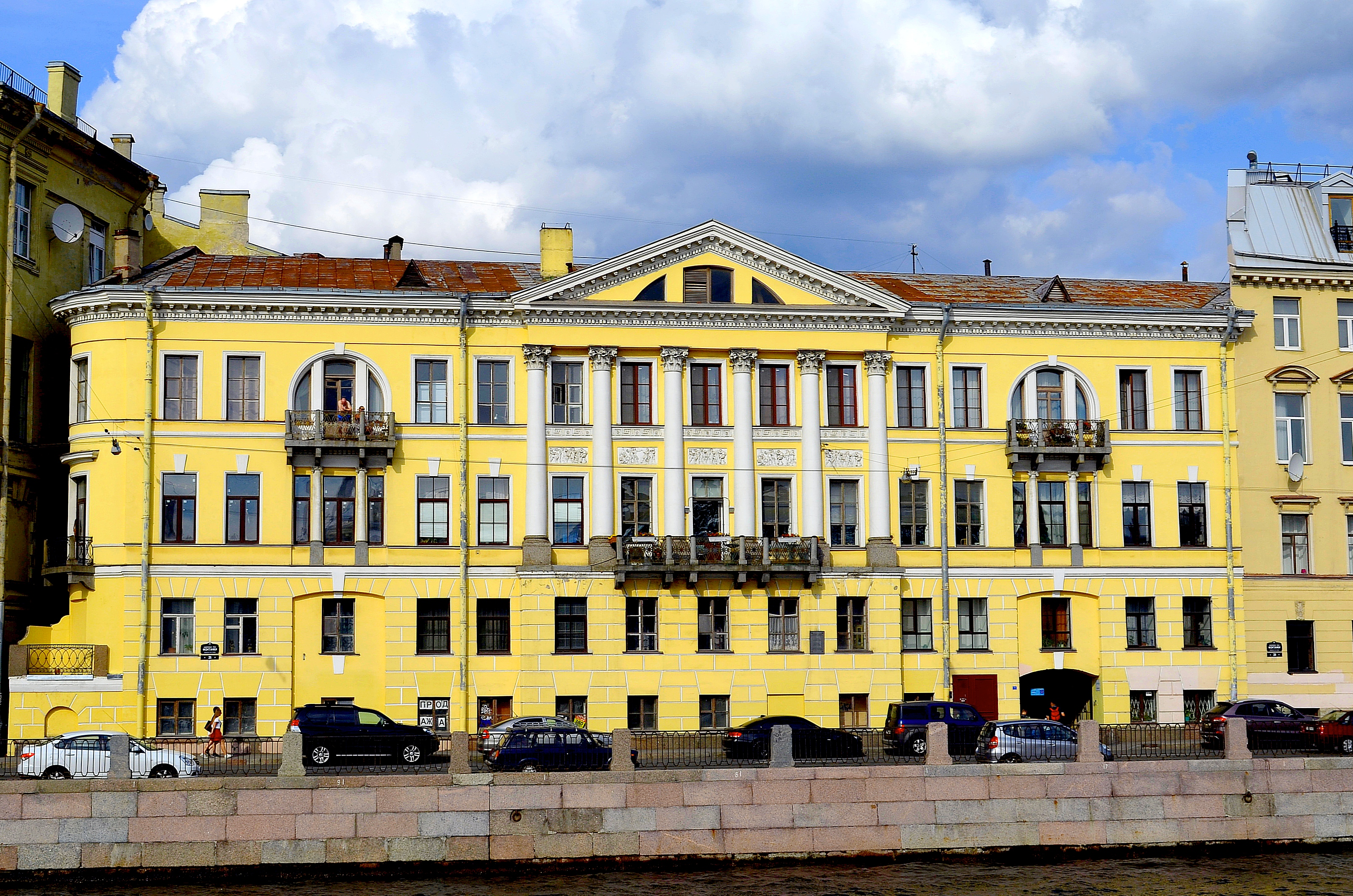
До 2012 года в доме № 26 по набережной реки Фонтанки находилась студия «Позитив-ТВ» и записывались сюжеты для «Городка». Фотография 2015 года

Съёмки передачи в основном проводились в Санкт-Петербурге и Ленинградской области. 2 выпуска «Городка» в 1994 году были сняты в Израиле (выпуск № 14 «Петька и Василий Иваныч в Израиле») и в Лондоне (выпуск № 19 «Gorodok в Европе»). Графические и анимационные заставки для программы с 1996 года создавал художник Константин Бронзит.
За время работы над передачей Стоянов и Олейников сыграли, в общей сложности, более 6 000 различных персонажей. Среди них — Иван Сусанин, Владимир Ленин, Альберт Эйнштейн, Лаврентий Берия, Владимир Жириновский и Мао Цзэдун, а также женские роли — Александра Пахмутова и Алла Пугачёва. За всю историю программы были только два постоянных персонажа (не из числа исторических, сказочных и литературных): первый — неопрятный бродяга Модест в исполнении Юрия Стоянова, который не очень хорошо говорит, при том что речь Модеста в некоторых выпусках рубрики «Реклама» переведена Олейниковым, ставший культовым персонажем; другой — «репортёр с губой», также в исполнении Стоянова, из рубрики «Специальный репортаж» (аллюзия на информационное ток-шоу «Специальный корреспондент» по названию и Аркадия Мамонтова).
У «Городка» не было постоянного времени выхода в эфир, новые выпуски выходили с периодичностью 1-3 раза в месяц без упоминаний слова «премьера» в печатных программах передач или анонсах.
Начиная с выпуска № 137 «Я, папа, дедушка и автобус» от 23 октября 2006 года Олейников и Стоянов не принимали участия в написании сценариев.
Передача поспособствовала раскрутке бренда спонсора — кетчупа «Балтимор».
В 2009 году появилась информация о закрытии передачи в 2010 году, которая была опровергнута самим Стояновым.
С выпуска № 275 «Городок с творческой натурой» от 13 августа 2012 года Илью Олейникова озвучивал актёр Геннадий Богачёв, поскольку сам Олейников был болен.
22 октября 2012 года вышли последние выпуски передачи под номерами 283 («Городок с расплатой») и 284 («Городок с новостями»), выпусков под номерами 279 и 280 в эфире не было. 11 ноября 2012 года Илья Олейников умер, после чего весь коллектив передачи прекратил работу. Имелось много различной информации относительно возможного будущего продолжения передачи, но в январе 2013 года Юрий Стоянов официально объявил о закрытии программы, аргументируя это тем, что без Олейникова «Городка» быть не может.
18 апреля 2014 года в память об Олейникове вышел документальный фильм «Нам его не хватает», снятый съёмочной группой бывшей программы во главе с Юрием Стояновым, в нём был показан последний отснятый сюжет из рубрики «Ужас» под названием «Гвоздь» — он был готов за 13 дней до смерти Олейникова. 17 и 24 мая 2020 года в рамках шоу «100ЯНОВ» вышли дайджесты актуальных сюжетов «Городка».

## Разработка последующего проекта
9 июля 2014 года в интервью интернет-таблоиду «Москвичка» Юрий Стоянов рассказал о разработке собственной юмористической передачи «100янов-шоу», к которой он приступил ещё в начале 2013 года. Задумка заключалась в том, что Стоянов будет участвовать в данном шоу самостоятельно, продолжая традицию исполнения нескольких ролей. На момент объявления были готовы сценарии 8 выпусков, но съёмкам препятствовали проблемы с финансированием со стороны телеканала «Россия-1».
Вскоре в августе 2014 года в прессе появилась информация о том, что телеканал планирует запустить шоу Стоянова осенью того же года. Однако вместо этого стала выходить передача с похожим названием — «Петросян-шоу», а после наступления валютного кризиса телеканал отложил съёмки программы на неопределённый срок, но продолжил сотрудничать со Стояновым в качестве ведущего и гостя развлекательных передач, а также советника дирекции телеканала.
Впоследствии, 6 августа 2017 года в интервью латвийской газете «Суббота» Юрий Стоянов сообщил о возобновлении переговоров с телеканалом, а 19 мая 2018 года в субботней передаче Андрея Малахова «Привет, Андрей!» было объявлено, что шоу «100ЯНОВ» выйдет осенью. В сентябре 2018 года начались съёмки шоу, его премьера состоялась 1 мая 2019 года. Шоу выходило в эфир нерегулярно, до апреля 2020 года выходило перед и во время праздников, с 16 мая по 29 августа 2020 года — по выходным в 11:30, на 10 сентября 2021 года вышло 28 выпусков.

## Рубрики
- «Реклама» (до июля 1993 года рубрика называлась «Рекламный тацет») — рубрика представляла собой сборник, который пародировал известные в те годы рекламные ролики[29][32][48][79].
- «Игры доброй неволи» (1993) — «спортивно-тюремная» рубрика, посвящённая предстоящим Играм доброй воли-1994, в которой полностью отсутствуют голоса и диалоги[80]. По сюжету, двух спортсменов-заключённых тренируют два милиционера, заставляя их заниматься разными видами спорта; для самих спортсменов это хуже тюремного заключения, так как они практически лишены всего (и еды, и сна). Съёмки рубрики проводились на стадионе имени Кирова и на крейсере «Аврора».
- «Кино» (с 1994 года, первоначально называлось «Кино нашего Городка») — рубрика, в которой пародировались известные фильмы и киностудии.
- «Киноанонс» (с 1999 года).
- «Рецепты от Олейникова и Стоянова» (1995).
- «Сказка» (с 1995 года, первоначально называлась «Сказки нашего Городка») — пародийная рубрика. Ведущие рассказывают сказку на разные темы, используя сюжеты народных и зарубежных сказок. Иногда сюжеты сказок сочиняли сами ведущие.
- «Ужас» (первоначально называлась «Страх» (шла как сериал) и «Ужасы нашего Городка») — первоначально шла не как обыкновенная рубрика, а как многосерийная чёрная комедия с элементами ужаса, но позже её формат был изменён на более «мягкий» тон. Эта рубрика отличается от остальных тем, что она насыщена чёрным, порой даже жутким юмором[45]; также её отличие заключается в том, что в ней обязательно присутствует крик[36].
- «ЖЗЛ (Жизнь Замечательных Людей)»[28] (с 1995 года, подзаголовок «Из архива неизвестного почтальона» был только в выпуске № 48 «Письма в Городок» (1997)) — историческая рубрика, в которой ведущие рассказывают о жизни российских и зарубежных исторических личностей.
- «Архив нашего Городка» (1993) — музыкальная рубрика, в которой показываются якобы архивные видео.
- «Специальный репортаж» (с 2006 года).
- «Двести» (1993—1997 и 2006, пародия на информационную программу «Вести») — информационная программа Городка. В основном её сюжеты показывают ведущего и журналиста (другие появляются редко). В рубрике с пародией показывают разные события, случившиеся в Городке. Как утверждал Стоянов в документальном фильме к 20-летию «Вестей»: «„Вести“ — это трезвый взгляд на события в стране и мире, а „Двести“ — не очень трезвый»[81].
- «Послесловие» (с 1995 года).
- «Истории нашего Городка» (1993) — длинные сюжеты, которые рассказывают зрителю разные случаи из жизни Городка. В 1994 году была заменена рубрикой «Кино».
- «Вернисаж» (первоначально называлась «Вернисаж нашего Городка») — в этой рубрике окончание разыгрываемого скетча венчает название картины и имя художника. Названия картин могут быть либо вымышленными, либо пародировать название известных полотен[36] («Обнажённая махом», «Иван Грозный умывает своего сына», «Не сдали» и т. п.). Фамилии художников обыгрываются в соответствии с сюжетом скетча.
- «МуЖикальная пауза»[82] (до 1997 года) — музыкальная рубрика, в которой ведущие пародируют известные песни.
- «Приколы нашего Городка» (до 2002 года, второе название «Скрытая камера») — рубрика, в которой прохожие становились жертвами шуток скрытой камеры.
- «Мультяшки нашего Городка» (1995)
- «Чисто русский проект» (1996)
- «Гороскоп нашего Городка» (только новогодние серии 1994—1996)

## Награды
Передача четыре раза награждена премией «ТЭФИ» в номинации «Лучшая развлекательная программа» в 1999 и 2002 годах, а сами ведущие программы в номинации «Лучшие ведущие развлекательной программы» — в 1996 и 2001 годах.

## В Городке
«В Городке» — юмористическая еженедельная передача от создателей программы «Городок» Ильи Олейникова и Юрия Стоянова, выходившая на телеканале «Россия» с 8 сентября 2002 года по 11 июня 2006 года. Продолжительность одного выпуска — 6—7 минут, не считая рекламу. Передача выходила чаще всего по воскресеньям в 19:50 (перед программой «Вести недели»). Как правило, каждый выпуск программы был посвящён какому-либо актуальному календарному событию. Задумка передачи принадлежит председателю ВГТРК Олегу Добродееву. Среди рабочих названий передачи были «Городок по-маленькому», «Городок по-быстрому» и «Городочек» (ссылаясь на 10-минутный хронометраж). В 2003 году в роли самого себя в программе (выпуск № 35, посвящённый Дню семьи) принял участие российский актёр и певец Михаил Боярский.
10-й выпуск передачи от 10 ноября 2002 года, посвящённый Дню милиции, чуть не был снят с эфира по причине того, что руководство ВГТРК усмотрело во вступлении Олейникова и Стоянова на фоне эмблемы МВД скрытый подтекст. Это был один из немногих конфликтов творческой группы программы с заказчиком.
Сюжет про Ледовое побоище, показанный в выпуске № 144 от 26 марта 2006 года, посвящённом Дню воды, также вызвал негативный общественный резонанс.

## Повторы
| Год                  | Телеканал           | Регион вещания |
| -------------------- | ------------------- | -------------- |
| С 1993 по 2018, 2022 | РТР/Россия/Россия-1 | Россия         |
| С 1997 по 2001       | 1+1                 | Украина        |
| 2000, 2001           | Česká televize      | Чехия          |
| С 2001 по 2017       | Интер               | Украина        |
| С 2002 по 2018, 2022 | РТР-Планета         | Россия         |
| C 2003 по 2014       | КТК                 | Казахстан      |
| С 2005 по 2008       | СТБ                 | Украина        |
| С 2005 по 2008       | НСТ                 | Россия         |
| С 2005 по 2011       | К1                  | Украина        |
| 2007                 | 5 kanalas           | Литва          |
| С 2008               | Сарафан             | Россия         |
| С 2009 по 2011       | Страна              | Россия         |
| С 2009 по 2012       | Раз ТВ              | Россия         |
| С 2010 по 2012       | Юмор Box            | Россия         |
| 2017, 2020           | Культура            | Россия         |

## Документальные фильмы о телепередаче
- «Парни из нашего „Городка“…» («Россия», 2007)[111][112]
- «Нам его не хватает. Вспоминая Илью Олейникова» («Россия-1», 2014) Архивная копия от 19 августа 2018 на Wayback Machine

### Комментарии
1. ↑  Сказано в документальном фильме «Нам его не хватает», 2014 год.
2. ↑  См., например, финальные титры передачи в те годы: 191065, Санкт-Петербург, ул. Миллионная, 10.